# Tres tristes tigres
Tres tristes tigres is een Chileense dramafilm uit 1968 onder regie van Raúl Ruiz. Hij won met deze film de Gouden Luipaard op het filmfestival van Locarno.

## Verhaal
Drie jeugdvrienden ontmoeten elkaar om de erfenis te innen van hun vroegere leermeester, maar dat loopt uit op een ruzie tussen hen en hun verloofden.

## Rolverdeling
| Acteur           | Personage             |
| ---------------- | --------------------- |
| Shenda Román     | Amanda Labarca        |
| Nelson Villagra  | Tito Labarca          |
| Luis Alarcón     | Luis Úbeda            |
| Jaime Vadell     | Rudi                  |
| Delfina Guzmán   | Alicia Quiroz         |
| Fernando Colina  | Carlos Sanueza        |
| Belén Allasio    | Chonchi               |
| Alonso Venegas   | Schoolinspecteur      |
| Luis Melo        | Juan López Andrade    |
| Humberto Miranda | Gewelddadige nachtuil |
| Jaime Celedón    | Anonieme kapitalist   |